# Vasilij Kudinov
Vasilij Aleksandrovitj Kudinov (ryska: Василий Александрович Кудинов), född 17 februari 1969 i Ilinka i Astrachan oblast, död 11 februari 2017 i Astrachan, var en rysk handbollsspelare (vänsternia). Han var 1,95 meter lång och högerhänt. Han blev skyttekung vid EM 1994 och blev utsedd till turneringens bäste vänsternia vid EM 1994, VM 1997 och VM 1999. Han var far till handbollsspelaren Sergej Kudinov (född 1991).

## Klubbar
- Dynamo Astrachan (1987–1992)
- US Ivry HB (1992–1997)
- VfL Hameln (1997–2000)
- SC Magdeburg (2000–2001)
- Honda Suzuka (2001–2004)
- Dynamo Astrachan (2004–2005)